# Ornebius guerinianus
Ornebius guerinianus är en insektsart som först beskrevs av Henri Saussure 1877.  Ornebius guerinianus ingår i släktet Ornebius och familjen Mogoplistidae. Inga underarter finns listade i Catalogue of Life.